# Mosaic (böngésző)
A Mosaic az NCSA (National Center for Supercomputing Applications) által fejlesztett grafikus webböngésző. A fejlesztése 1992-ben kezdődött, és 1997. január 7-én ért véget.
A Mosaic a 90-es évek egyik meghatározó internetes alkalmazása volt, mivel ez volt az első olyan fejlesztés, ami az internet osztott információs szolgáltatásait multimédiás grafikus felhasználói felületen jelenítette meg. Gyors elterjedése jelentősen hozzájárult a World Wide Web népszerűségéhez, amely előtt az internet többnyire csak FTP, Usenet és Gopher protokollokon működött, főképp a felsőoktatásban és kutatási intézményekben.

## A fejlesztés története
Eredetileg a Mosaicot a Unix X Window rendszere alatt fejlesztette Marc Andreessen és Eric Bina az NCSA-nál. A fejlesztés 1992 decemberében kezdődött. Az első verzió 1993. április 22-én jelent meg, amelyet két frissítés követett. A 2.0-s verzió 1993 decemberében készült el, ezzel egyidőben jelent meg az első verzió Apple Macintosh, Microsoft Windows és Amiga rendszerekre is.
Nem sokkal később a fejlesztés vezetője, Marc Andreessen kilépett az NCSA-tól Jim Clarkkal, a Silicon Graphics egyik alapítójával együtt, és megalakították a Mosaic Communications Corporationt, amelyből hamarosan Netscape Communication Corporation, a Netscape Navigator böngésző létrehozója lett.
A Spyglass megvásárolta az NCSA-tól a technológiát és a védjegyeket egy saját böngésző létrehozására, de végül nem használták fel az NCSA Mosaic forráskódját. A Spyglass Mosaicot később megvásárolta a Microsoft, ahol ezt átírták és a nevét Internet Explorerre változtatták. Az Internet Explorer és a Netscape Navigator névjegyében most is benne van a hivatkozás a Mosaic böngészőre.
A Mosaic népszerűsége a Netscape Navigator megjelenése után rohamosan csökkent, míg végül 1998-ra szinte a teljes felhasználói bázisát elvesztette.

## A Mosaic licence
Az NCSA Mosaic licencfeltételei igen nagylelkűek voltak egy zárt licencű alkalmazáshoz képest. Az otthoni használat az összes verzióban ingyenes volt (néhány kisebb korlátozásal). Ráadásul a unixos változatnak a forráskódja is szabadon elérhető volt, sőt a többi változat forráskódját is könnyen meg lehetett szerezni egy megállapodás aláírása után. Ennek ellenére a Mosaic soha nem jelent meg, mint szabad szoftver.